# Paul Blanc (rugby à XV)
Pour les articles homonymes, voir Paul Blanc et Blanc (homonymie).
Pas d'image ? Cliquez ici

a Compétitions nationales et continentales officielles uniquement.

Paul Blanc, né le 19 octobre 1931 à Toulouse (France) et mort dans la même ville le 4 mars 2021, est un joueur et entraîneur français de rugby à XV, trois-quarts centre de l’équipe première du Stade toulousain dès l’âge de 19 ans.

## Biographie
Paul Blanc est l’entraîneur du Stade toulousain à la fin des années 1960, atteignant la finale du championnat en 1969. Le jeu qu’il fait pratiquer par ses joueurs est inspiré des méthodes néo-zélandaises de l’époque, privilégiant la conservation du ballon par de multiples passes.
Il meurt le 4 mars 2021 à Toulouse.